# Baltimore Beacon

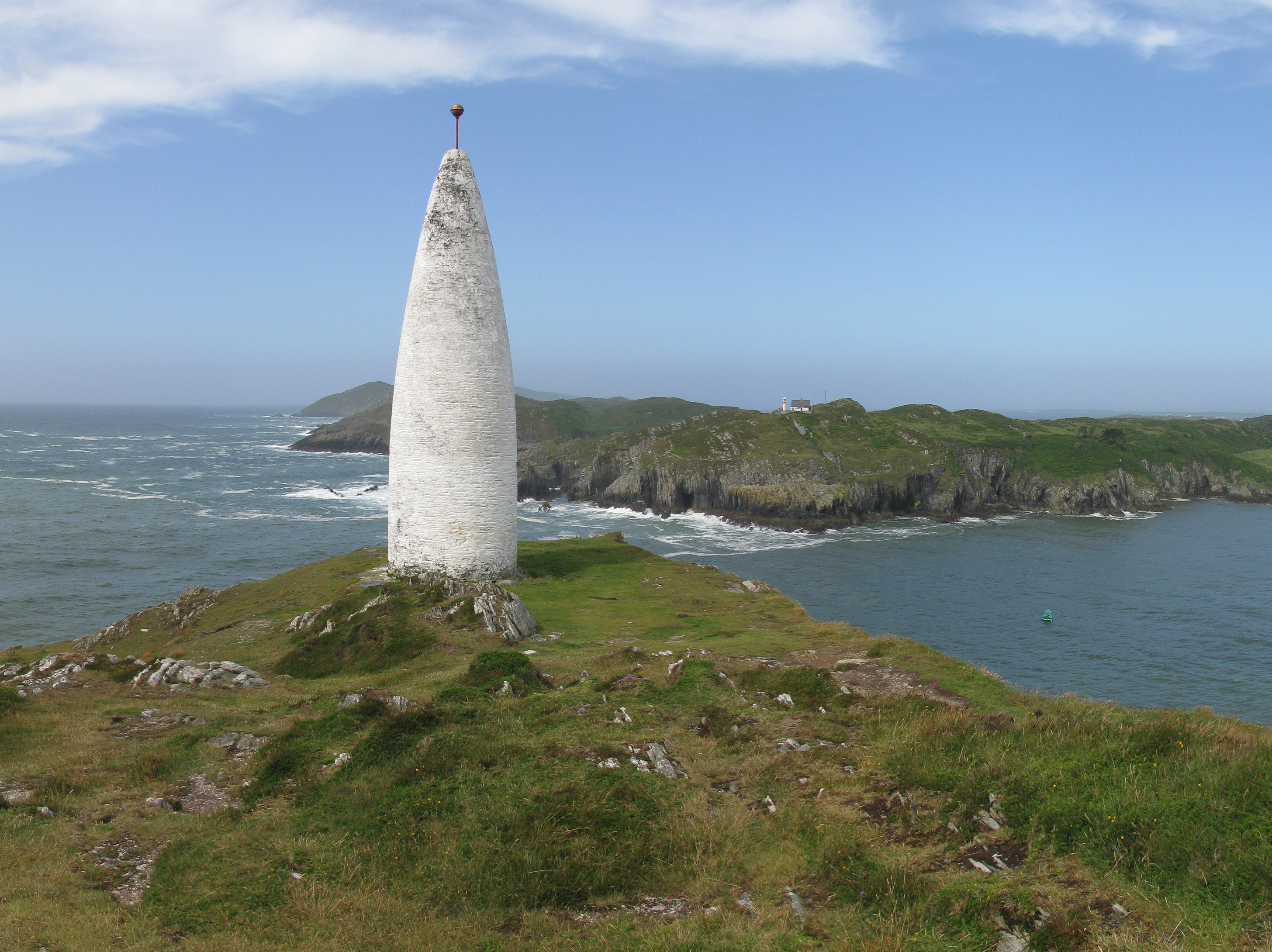
La balise Baltimore Beacon.

La Baltimore Beacon est une balise en pierre peinte en blanc à l'entrée du port de Baltimore dans le comté de Cork, en Irlande. La balise a été construite sous l'ordre du gouvernement britannique après la rébellion irlandaise de 1798. Cette balise faisait partie d'une série de phares et de balises éparpillées autour de la côte irlandaise, formant un système d'alerte.
Depuis 1849, la tour blanche en pierre est recouverte par un court mât rouge avec une boule topmark. Elle est située sur un promontoire a environ 3 km au sud-ouest de Baltimore, marquant l'entrée du port. Le site est accessible et bénéficie d'une vue spectaculaire. La balise est gérée par les Commissioners of Irish Lights.
La balise est localement connue comme la Lot's Wife ( « femme de Loth »), d'après la Bible, la femme transformée en un pilier de sel.